# Offscreen (Film)
Offscreen ist ein dänischer Film aus dem Jahre 2005.

## Handlung
Der Protagonist Nicolas Bro will einen Liebesfilm über sich selbst drehen. Sein Freund, der als Regisseur arbeitet, leiht ihm eine Filmausrüstung, damit er sein gesamtes Leben vollständig aufzeichnen kann. Der Regisseur rät ihm, wirklich alles aufzuzeichnen, was Bro auch tut. Damit verschreckt er aber seine Umwelt und entfremdet sich von seinen Freunden. Als ihn seine Freunde und schließlich auch seine Frau Lene verlassen und er nach Berlin zieht, beschließt Bro, sie zurückzugewinnen und das Ganze in den Film mit aufzunehmen.